# Jean Quiquampoix
Jean Mario Serge Quiquampoix (* 3. November 1995 in Paris) ist ein französischer Sportschütze. Er schießt mit der Schnellfeuerpistole.

## Erfolge
Jean Quiquampoix nahm 2016 an den Olympischen Spielen in Rio de Janeiro teil. In der Qualifikationsrunde belegte er mit 586 Punkten den dritten Rang und zog dadurch ins Finale ein. In diesem schoss er insgesamt 30 Punkte und belegte damit hinter Christian Reitz und vor Li Yuehong den Silberplatz. Zwei Jahre darauf gewann er bei den Weltmeisterschaften in Changwon die Bronzemedaille. Bei den Europaspielen 2019 in Minsk sicherte er sich hinter Oliver Geis Silber.
Für seinen Medaillengewinn bei den Olympischen Spielen 2016 erhielt er Ende desselben Jahres das Ritterkreuz des Ordre national du Mérite.